# Еріка Терпстра
Еріка Терпстра (нід. Erica Terpstra, 26 травня 1943) — нідерландська плавчиня.
Учасниця Олімпійських Ігор 1960 року, медалістка 1964 року.